# Mixogaster polistes
Mixogaster polistes är en tvåvingeart som beskrevs av Hull 1954. Mixogaster polistes ingår i släktet Mixogaster och familjen blomflugor. Inga underarter finns listade i Catalogue of Life.